# Terminalserver
En terminalserver är en server till datorterminaler men kan också användas som benämning på hela datorsystemet med flera terminaler kopplade till en server.
Moderna terminalserverlösningar består av så kallade tunna klienter som ansluter till en server via det lokala nätverket och använder servern både för att lagra filer och för att köra program. Utseendet och funktionerna hos operativsystemet behöver inte skilja sig något nämnvärt från vanliga persondatorer eftersom man använder samma program, däremot minskar supportbehovet dramatiskt eftersom det bara finns ett operativsystem att underhålla och de tunna klienterna behöver inte konfigureras utan fungerar direkt när de kopplas in på nätverket.